# Stefan (Album)
Stefan ist ein Jazzalbum des Dennis González New Dallas Quartet. Die am 5. und 6. April 1986 im Omega Audio Studio in Dallas, Texas entstandenen Aufnahmen erschienen 1986 als LP, in erweiterter Fassung als CD 1987 auf Silkheart Records.

## Hintergrund
Nach mehreren Alben, die der Trompeter Dennis González ab 1978 auf seinem eigenen Label Daagnim veröffentlicht hatte, wie Stars/Air/Stripes (1982) und Firebirds Featuring Webster Armstrong (mit Prince Lasha, 1983), bekam er 1986 Gelegenheit, ein erstes Album für das schwedische Label Silkheart Records einzuspielen. Seiner Band, dem Dennis Gonzalez New Dallas Quartet, gehörten der Holzbläser John Purcell, Henry Franklin (Bass) und William A. Richardson (Schlagzeug) an. Das Album und auch das Titelstück ist seinem damals neugeborenen Sohn Stefan González gewidmet. Hymn for Don Cherry schrieb González basierend auf dem Traditional At the Cross; Enrico ist dem Trompeter Enrico Rava gewidmet.

## Titelliste
- Dennis González: Stefan (Silkheart SHLP101, SHCD101)[2]

1. Enrico 7:34
2. Fortuity (R. Boykin, W.A. Richardson) 2:25
3. Stefan 7:54
4. Hymn for Don Cherry 5:45
5. Boi Fubá (Traditional) 3:00
6. Deacon John Ray (J. Purcell) 9:20

Wenn nicht anders vermerkt, stammen die Kompositionen von Dennis González.
Die CD-Ausgabe enthält den Bonustrack Doxology, den González am 13. Februar 1987 mit Malachi Favors (kb) und William A. Richardson (dr) aufgenommen hatte.

## Rezeption

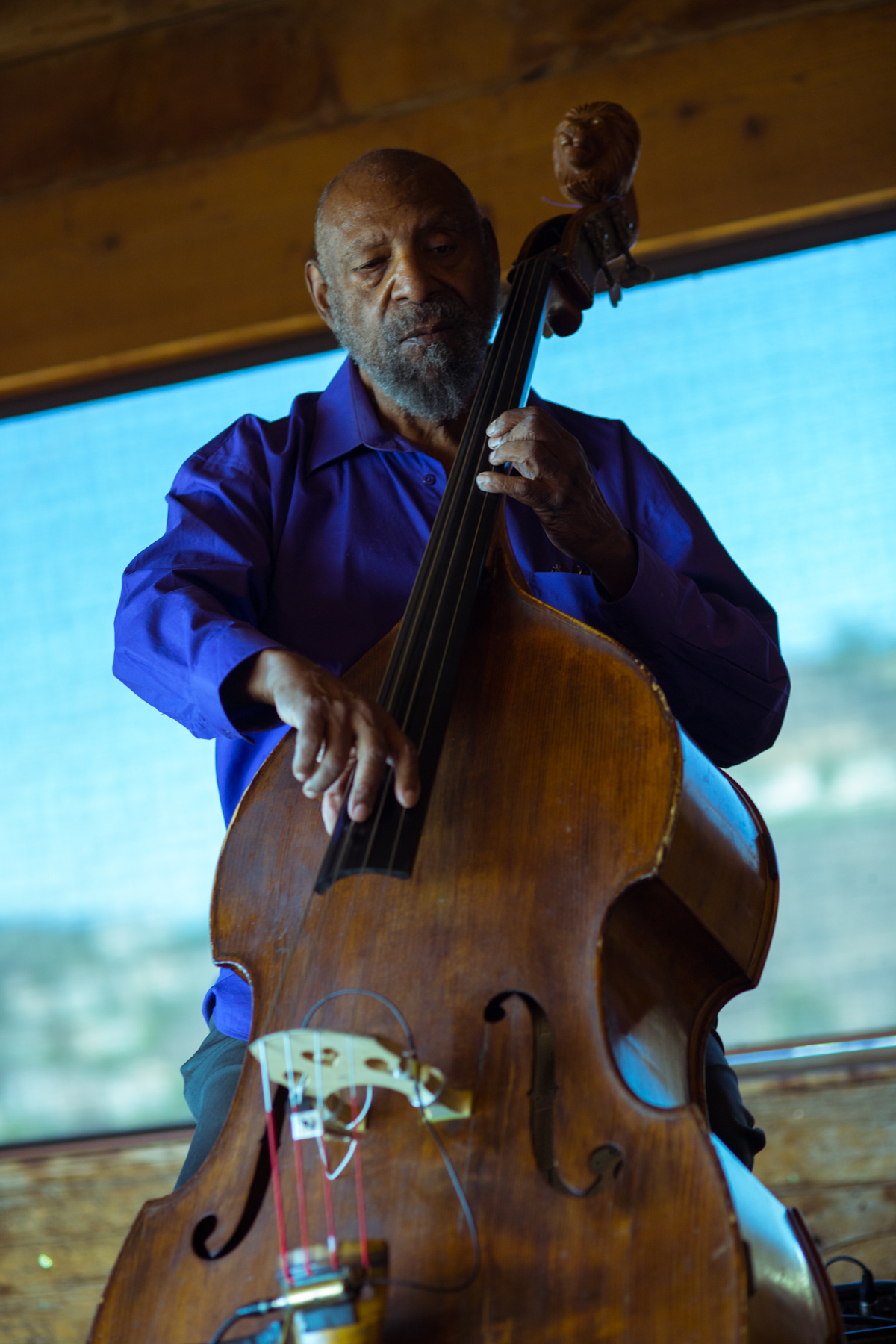
Henry Franklin, 2018

Brian Olewnick verlieh dem Album in Allmusic vier Sterne und schrieb, Stefan sei eine zugängliche, sogar fast gemütliche Angelegenheit, auch wenn Dennis Gonzalez einen Ruf als Avantgardemusiker habe und das Label Silkheart sonst sicherlich dieses Ende des Spektrums bediene. Stefan könne man wohl eine der besten Alben von Gonzalez und definitiv als einen der besseren Einstiege in seine einzigartige Welt empfehlen.
Die Kritiker Richard Cook und Brian Morton vergaben dem Album 1993 in der zweiten Auflage des Penguin Guide to Jazz vier Sterne und schrieben, Stefan sei definitiv das Meisterwerk des Trompeters.
Dies sei „eine atemberaubende Platte und umso beeindruckender, weil sie sich mit Musik, die im Wesentlichen leise und überlegt ist, einen Namen gemacht hat“, schrieb Richard Cook im September 1987 in The Wire. „Die Musik hier ist so positiv in Herz und Verstand, dass sie jedem Zuhörer neue Hoffnung geben sollte. Eine der besten Veröffentlichungen des Jahres.“
Dennis Gonzalez’ Album drehe sich nicht unbedingt um Bop, obwohl alle beteiligten Musiker jede Note innerhalb jedes Akkords spielen können, meinte Russ Summers. Es gehe auch nicht um Avantgarde oder freie Musik, obwohl Dennis in seiner musikalischen Karriere viel davon gespielt habe. Es geht auch nicht um „Dritte Welt“ oder ethnische Musik, obwohl Gonzalez sich mit der Musik vieler Kulturen auskennen würde. Die Musik sei vielmehr all das, aber nichts davon. Diese Platte handle von guter, solider neuer Musik mit einem starken Sinn für Menschlichkeit.